# Jonathan David Gómez
Jonathan David Gómez (Capitán Bermúdez, San Lorenzo, Argentina, 21 de diciembre de 1989) es un futbolista argentino que se desempeña como mediocampista en Sarmiento de Junín de la Primera División de Argentina.

## Trayectoria
Oriundo de la ciudad de Capitán Bermúdez, Jonathan Gómez comenzó su carrera futbolística en las categorías infantiles del Club Defensores de Santa Catalina. Allí permaneció durante varios años, hasta que Rosario Central descubrió el virtuosismo del mediocampista y lo llevó para sus filas.

### Rosario Central
Su debut en Primera se dio en el partido en que Rosario Central cayó ante Colón por 1-0 en el Estadio Gigante de Arroyito, en donde ingresó en el segundo tiempo. Para la temporada 2009/2010 heredó la camiseta número 10 del club.
Su primer gol lo marcó contra el conjunto de Gimnasia de La Plata, el partido finalizó empatado 1:1.

### Banfield
Tras militar durante media temporada en la Primera B Nacional, pasó a Banfield donde jugó todo el Clausura 2012 y el Apertura 2013.

### Real Murcia
Jugó en el Real Murcia C.F. en la 2.ª División Española, tras una buena temporada el club no llega a un acuerdo para la compra de los derechos.

### Arsenal de Sarandí
En julio de 2013 ficha para Arsenal de Sarandí, volviendo al Fútbol Argentino y logrando el título de la Copa Argentina.

### Atlético Tucumán
En 2014 paso a Atlético Tucumán. En el club tucumano jugó 12 partidos sin anotar goles. Su primer partido lo jugó por la fecha 2 ante Temperley mostrando un buen nivel en los primeros encuentros, luego el equipo tuvo un bajón anímico y se quedó en las puertas del ascenso a la Primera División de Argentina.

### Deportivo Pasto
En 2015 llegó a reforzar al Deportivo Pasto, en la Primera División de la liga colombiana, tras una gran temporada fue catalogado por la prensa deportiva como una de las figuras en Colombia de la Liga Águila tras anotar 12 goles con la camiseta del equipo tricolor. A pesar de tener opción de compra, Deportivo Pasto no pudo hacer uso de la misma y llegó a un acuerdo con el jugador y Santa Fe para que Jonatan continué su carrera en el equipo bogotano.

### Independiente Santa Fe
A pesar de tener ofertas de otros equipos colombianos y de ser tentado para volver al fútbol argentino o emigrar a México,[cita requerida] el jugador prefirió seguir jugando en Colombia en Independiente Santa Fe. El equipo bogotano, vigente ganador de la Copa Sudamericana 2015, compró el 50% de los derechos del jugador.
Debutó con Independiente Santa Fe el 30 de enero de 2016 frente al Boyacá Chicó Fútbol Club con gol de su compañero Róbinson Zapata. Tuvo un buen arranque tanto en la Copa Libertadores 2016 como en el torneo colombiano, fue destacado en Santa Fe anotando 2 goles en su primer semestre. El segundo semestre fue mejor para el "Gaucho", pues con el equipo bogotano se consagró campeón de la Copa Suruga Bank 2016, dando la asistencia para que Humberto Osorio Botello convirtiera el gol del título, también es para destacar que en la final de la Copa Euroamericana  (Sevilla 2 - Independiente Santa Fe 1) fue elegido como el mejor jugador del partido.
El 18 de diciembre de 2016 consiguió el título del Torneo Finalización 2016 con Independiente Santa fe ganado la final al Deportes Tolima, dando la asistencia a Héctor Urrego de tiro de esquina, quien iba a convertir el único gol del partido. A lo largo del segundo semestre del 2016 Gómez fue elogiado por la prensa gracias a sus buenas actuaciones y su importancia en el 11 titular. Sus buenas actuaciones, sus asistencias y goles lo convirtieron en el mejor jugador de la liga, recibiendo el premio de mejor jugador del año en los Premios Águila y además estar en el 11 ideal del año 2016 en Colombia, siendo una de las máximas figuras de los cardenales para la obtención de la liga.
Para el 2017 Santa Fe compró el 100% de sus derechos deportivos, avaluados en aproximadamente 3,5 millones de dólares, y a pesar de haber sido tentado de ir al fútbol de México, el argentino prefirió firmar un contrato de 4 años con Santa Fe y seguir en el equipo en el cual se ha convertido rápidamente en pieza fundamental y ha sido acogido por la hinchada.

### Racing Club
El 6 de noviembre de 2022 se consagra campeón por primera vez con Racing Club al ganar el Trofeo de Campeones 2022.

## Estadísticas

### Clubes
Actualizado al último partido jugado el 28 de febrero de 2025.
| Rosario Central Argentina | 1ª            | 2008-09       | 13  | 0  | 0  | —  | — | — | —  | — | — | —  | — | — | 13  | 0  | 0  |
| Rosario Central Argentina | 1ª            | 2009-10       | 37  | 1  | 3  | —  | — | — | —  | — | — | —  | — | — | 37  | 1  | 3  |
| Rosario Central Argentina | 2ª            | 2010-11       | 14  | 0  | 0  | —  | — | — | —  | — | — | —  | — | — | 14  | 0  | 0  |
| Rosario Central Argentina | 1ª            | 2024          | 19  | 0  | 0  | —  | — | — | 10 | 0 | 2 | 9  | 0 | 1 | 38  | 0  | 3  |
| Rosario Central Argentina | 1ª            | 2025          | 3   | 0  | 0  | —  | — | — | 0  | 0 | 0 | —  | — | — | 3   | 0  | 0  |
| Rosario Central Argentina | Total club    | Total club    | 86  | 1  | 3  | —  | — | — | 10 | 0 | 2 | 9  | 0 | 1 | 105 | 1  | 6  |
| Banfield Argentina | 1ª            | 2010-11       | 18  | 1  | 0  | —  | — | — | —  | — | — | —  | — | — | 18  | 1  | 0  |
| Banfield Argentina | 1ª            | 2011-12       | 28  | 3  | 5  | —  | — | — | —  | — | — | —  | — | — | 28  | 3  | 5  |
| Banfield Argentina | Total club    | Total club    | 46  | 4  | 5  | —  | — | — | —  | — | — | —  | — | — | 46  | 4  | 5  |
| Real Murcia · España | 2.ª           | 2012-13       | 20  | 0  | 1  | —  | — | — | 0  | 0 | 0 | —  | — | — | 20  | 0  | 1  |
| Real Murcia · España | Total club    | Total club    | 20  | 0  | 1  | —  | — | — | 0  | 0 | 0 | —  | — | — | 20  | 0  | 1  |
| Arsenal Argentina | 1ª            | 2013-14       | 11  | 1  | 0  | —  | — | — | 4  | 0 | 0 | —  | — | — | 15  | 1  | 0  |
| Arsenal Argentina | Total club    | Total club    | 11  | 1  | 0  | —  | — | — | 4  | 0 | 0 | —  | — | — | 15  | 1  | 0  |
| Atlético Tucumán Argentina | 2ª            | 2014          | 14  | 0  | 0  | —  | — | — | —  | — | — | —  | — | — | 14  | 0  | 0  |
| Atlético Tucumán Argentina | Total club    | Total club    | 14  | 0  | 0  | —  | — | — | —  | — | — | —  | — | — | 14  | 0  | 0  |
| Deportivo Pasto · Colombia | 1ª            | 2015          | 34  | 9  | 6  | —  | — | — | 6  | 1 | 0 | —  | — | — | 40  | 10 | 6  |
| Deportivo Pasto · Colombia | Total club    | Total club    | 34  | 9  | 6  | —  | — | — | 6  | 1 | 0 | —  | — | — | 40  | 10 | 6  |
| Independiente Santa Fe · Colombia | 1ª            | 2016          | 37  | 9  | 7  | —  | — | — | 6  | 2 | 0 | 13 | 5 | 2 | 56  | 16 | 9  |
| Independiente Santa Fe · Colombia | 1ª            | 2017          | 18  | 3  | 2  | —  | — | — | 1  | 0 | 0 | 6  | 2 | 0 | 25  | 5  | 2  |
| Independiente Santa Fe · Colombia | Total club    | Total club    | 55  | 12 | 9  | —  | — | — | 7  | 2 | 0 | 19 | 7 | 2 | 81  | 21 | 11 |
| Sao Paulo FC · Brasil | 1ª            | 2017          | 12  | 0  | 0  | —  | — | — | —  | — | — | —  | — | — | 12  | 0  | 0  |
| Sao Paulo FC · Brasil | 1ª            | 2019          | —   | —  | —  | 3  | 0 | 0 | —  | — | — | —  | — | — | 3   | 0  | 0  |
| Sao Paulo FC · Brasil | Total club    | Total club    | 12  | 0  | 0  | 3  | 0 | 0 | —  | — | — | —  | — | — | 15  | 0  | 0  |
| Al-Fayha F.C. Arabia Saudita | 1ª            | 2017-18       | 9   | 1  | 2  | —  | — | — | 1  | 1 | 0 | —  | — | — | 10  | 2  | 2  |
| Al-Fayha F.C. Arabia Saudita | 1ª            | 2017-18       | 9   | 1  | 0  | —  | — | — | —  | — | — | —  | — | — | 9   | 1  | 0  |
| Al-Fayha F.C. Arabia Saudita | Total club    | Total club    | 18  | 2  | 2  | —  | — | — | 1  | 1 | 0 | —  | — | — | 19  | 3  | 2  |
| C.S. Alagoano · Brasil | 1ª            | 2019          | 26  | 5  | 3  | —  | — | — | —  | — | — | —  | — | — | 26  | 5  | 3  |
| C.S. Alagoano · Brasil | Total club    | Total club    | 26  | 5  | 3  | —  | — | — | —  | — | — | —  | — | — | 26  | 5  | 3  |
| 'S.C. Recife' · Brasil | 1ª            | 2020          | 24  | 1  | 0  | 8  | 0 | 1 | —  | — | — | —  | — | — | 32  | 1  | 1  |
| 'S.C. Recife' · Brasil | Total club    | Total club    | 24  | 1  | 0  | 8  | 0 | 1 | —  | — | — | —  | — | — | 32  | 1  | 1  |
| Argentinos Juniors Argentina | 1ª            | 2021          | 17  | 1  | 1  | —  | — | — | 14 | 0 | 0 | 7  | 0 | 0 | 38  | 1  | 1  |
| Argentinos Juniors Argentina | Total club    | Total club    | 17  | 1  | 1  | —  | — | — | 14 | 0 | 0 | 7  | 0 | 0 | 38  | 1  | 1  |
| Racing Club Argentina | 1ª            | 2022          | 24  | 2  | 2  | —  | — | — | 18 | 1 | 2 | 6  | 0 | 0 | 48  | 3  | 4  |
| Racing Club Argentina | 1ª            | 2023          | 24  | 2  | 1  | —  | — | — | 15 | 2 | 2 | 8  | 0 | 1 | 47  | 4  | 4  |
| Racing Club Argentina | 1ª            | 2024          | —   | —  | —  | —  | — | — | 2  | 0 | 0 | —  | — | — | 2   | 0  | 0  |
| Racing Club Argentina | Total club    | Total club    | 48  | 4  | 3  | —  | — | — | 35 | 3 | 4 | 14 | 0 | 1 | 97  | 7  | 8  |
| Total carrera | Total carrera | Total carrera | 411 | 40 | 33 | 11 | 0 | 1 | 77 | 7 | 6 | 49 | 7 | 4 | 548 | 54 | 44 |
| (1) Incluye datos del Campeonato Paulista, Pernambucano y Copa do Nordeste. (2) Incluye datos de la Copa del Rey, Copa Argentina, Copa Colombia, Superliga de Colombia, Copa del Rey de Campeones, Copa de la Liga Profesional, Trofeo de Campeones y Supercopa Internacional. (3) Incluye datos de la Copa Libertadores, Copa Suruga Bank, Recopa Sudamericana y Copa Sudamericana. |               |               |     |    |    |    |   |   |    |   |   |    |   |   |     |    |    |

## Palmarés

### Campeonatos nacionales
| Título                  | Club        | País      | Año     |
| ----------------------- | ----------- | --------- | ------- |
| Copa Argentina          | Arsenal     | Argentina | 2013    |
| Categoría Primera A     | Santa Fe    | Colombia  | II-2016 |
| Superliga de Colombia   | Santa Fe    | Colombia  | 2017    |
| Trofeo de Campeones     | Racing Club | Argentina | 2022    |
| Supercopa Internacional | Racing Club | Argentina | 2022    |

### Copas internacionales
| Título           | Club     | País  | Año  |
| ---------------- | -------- | ----- | ---- |
| Copa Suruga Bank | Santa Fe | Japón | 2016 |

### Distinciones individuales
| Distinción                               | Año  |
| ---------------------------------------- | ---- |
| Parte del Equipo Ideal de la Liga Águila | 2016 |